# Světový pohár v běhu na lyžích 2010/2011
Světový pohár v běhu na lyžích 2010/11 byl seriál závodů v běhu na lyžích během zimní sezóny 2010/11. Organizovala jej Mezinárodní lyžařská federace (FIS). Celkové vítězství z předchozího ročníku obhajovali Nor Petter Northug a Polka Justyna Kowalczyková.

## Celkové výsledky

### Muži

#### Celkové pořadí
| Poz | Závodník           | Body |
| --- | ------------------ | ---- |
| 1.  | Dario Cologna      | 1566 |
| 2.  | Petter Northug     | 1236 |
| 3.  | Daniel Rickardsson | 981  |
| 4.  | Lukáš Bauer        | 923  |
| 5.  | Alexandr Legkov    | 796  |
| 6.  | Emil Jönsson       | 746  |
| 7.  | Marcus Hellner     | 695  |
| 8.  | Devon Kershaw      | 602  |
| 9.  | Jean-Marc Gaillard | 589  |
| 10. | Alex Harvey        | 552  |

| Poz | Závodník            | Body |
| --- | ------------------- | ---- |
| 11. | Maxim Vylegžanin    | 512  |
| 12. | Ilja Černousov      | 503  |
| 13. | Maurice Magnificat  | 488  |
| 14. | Curdin Perl         | 447  |
| 15. | Roland Clara        | 446  |
| 16. | Martin Jakš         | 438  |
| 17. | Giorgio Di Centa    | 425  |
| 18. | Ola Vigen Hattestad | 407  |
| 19. | Eldar Rønning       | 388  |
| 20. | Petr Sedov          | 387  |

| Poz | Závodník               | Body |
| --- | ---------------------- | ---- |
| 21. | Alexej Petuchov        | 323  |
| 22. | Jesper Modin           | 322  |
| 23. | Vincent Vittoz         | 304  |
| 24. | Fulvio Scola           | 283  |
| 25. | Matti Heikkinen        | 280  |
| 26. | Jens Filbrich          | 263  |
| 27. | Kris Freeman           | 255  |
| 28. | Martin Johnsrud Sundby | 252  |
| 29. | Eirik Brandsdal        | 246  |
| 30. | Sami Jauhojärvi        | 244  |

| Poz | Závodník           | Body |
| --- | ------------------ | ---- |
| 1.  | Dario Cologna      | 706  |
| 2.  | Daniel Rickardsson | 568  |
| 3.  | Lukáš Bauer        | 553  |
| 4.  | Petter Northug     | 512  |
| 5.  | Alexandr Legkov    | 503  |
| 6.  | Maxim Vylegžanin   | 386  |
| 7.  | Marcus Hellner     | 365  |
| 8.  | Jean-Marc Gaillard | 364  |
| 9.  | Ilja Černousov     | 342  |
| 10. | Maurice Magnificat | 308  |

| Poz | Závodník            | Body |
| --- | ------------------- | ---- |
| 1.  | Emil Jönsson        | 580  |
| 2.  | Ola Vigen Hattestad | 407  |
| 3.  | Jesper Modin        | 300  |
| 4.  | Alexej Petuchov     | 277  |
| 5.  | Fulvio Scola        | 275  |
| 6.  | Eirik Brandsdal     | 239  |
| 7.  | Petter Northug      | 204  |
| 8.  | Andrew Newell       | 198  |
| 9.  | Renato Passini      | 190  |
| 10. | Alex Harvey         | 182  |

### Ženy

#### Celkové pořadí
| Poz | Závodník               | Body |
| --- | ---------------------- | ---- |
| 1.  | Justyna Kowalczyková   | 2073 |
| 2.  | Marit Bjørgenová       | 1578 |
| 3.  | Arianna Follisová      | 1310 |
| 4.  | Therese Johaugová      | 1173 |
| 5.  | Charlotte Kallaová     | 1100 |
| 6.  | Petra Majdičová        | 1087 |
| 7.  | Marianna Longa         | 1051 |
| 8.  | Astrid Jacobsenová     | 810  |
| 9.  | Aino-Kaisa Saarinenová | 715  |
| 10. | Kikkan Randallová      | 657  |

| Poz | Závodník                | Body |
| --- | ----------------------- | ---- |
| 11. | Anna Haagová            | 604  |
| 12. | Krista Lähteenmäki      | 568  |
| 13. | Marthe Kristoffersen    | 560  |
| 14. | Riitta-Liisa Roponenová | 518  |
| 15. | Katrin Zellerová        | 518  |
| 16. | Julija Čekaljovová      | 442  |
| 17. | Nicole Fesselová        | 420  |
| 18. | Ida Ingemarsdotter      | 360  |
| 19. | Valentyna Ševčenková    | 350  |
| 20. | Marte Elden             | 341  |

| Poz | Závodník                     | Body |
| --- | ---------------------------- | ---- |
| 21. | Vibeke Skofterudová          | 331  |
| 22. | Alena Procházková            | 315  |
| 23. | Laure Barthélémy             | 312  |
| 24. | Maiken Caspersenová Fallaová | 305  |
| 25. | Ingvild Flugstad Østberg     | 304  |
| 26. | Riikka Sarasoja              | 301  |
| 27. | Magda Genuin                 | 288  |
| 28. | Kristin Størmer Steiraová    | 268  |
| 29. | Vesna Fabjanová              | 266  |
| 30. | Katja Višnarová              | 266  |

| Poz | Závodník                | Body |
| --- | ----------------------- | ---- |
| 1.  | Justyna Kowalczyková    | 1039 |
| 2.  | Marit Bjørgenová        | 775  |
| 3.  | Therese Johaugová       | 671  |
| 4.  | Marianna Longa          | 563  |
| 5.  | Arianna Follisová       | 518  |
| 6.  | Charlotte Kallaová      | 503  |
| 7.  | Aino-Kaisa Saarinenová  | 446  |
| 8.  | Anna Haagová            | 430  |
| 9.  | Riitta-Liisa Roponenová | 353  |
| 10. | Marthe Kristoffersen    | 350  |

| Poz | Závodník                     | Body |
| --- | ---------------------------- | ---- |
| 1.  | Petra Majdičová              | 480  |
| 2.  | Arianna Follisová            | 434  |
| 3.  | Kikkan Randallová            | 427  |
| 4.  | Marit Bjørgenová             | 403  |
| 5.  | Justyna Kowalczyková         | 314  |
| 6.  | Maiken Caspersenová Fallaová | 305  |
| 7.  | Astrid Jacobsenová           | 277  |
| 8.  | Katja Višnarová              | 266  |
| 9.  | Vesna Fabjanová              | 264  |
| 10. | Hanna Falk                   | 232  |

## Výsledky závodů

### Muži

#### Individuální závody
| Závod                                                                         | Místo konání                             | Disciplína                               | Datum                                    | 1. místo            | 2. místo               | 3. místo            |
| ----------------------------------------------------------------------------- | ---------------------------------------- | ---------------------------------------- | ---------------------------------------- | ------------------- | ---------------------- | ------------------- |
| 1                                                                             | Gällivare                                | 15 km V                                  | 20. listopad                             | Marcus Hellner      | Dario Cologna          | Daniel Rickardsson  |
| Ruka Triple (26. listopad 2010 – 28. listopad 2010)                           |                                          |                                          |                                          |                     |                        |                     |
| 2                                                                             | Kuusamo                                  | Sprint K                                 | 26. listopad                             | John Kristian Dahl  | Alexej Poltoranin      | Sami Jauhojärvi     |
| 3                                                                             | Kuusamo                                  | 10 km K                                  | 27. listopad                             | Dario Cologna       | Alexandr Legkov        | Daniel Rickardsson  |
| 4                                                                             | Kuusamo                                  | 15 km V – handicapový start              | 28. listopad                             | Lukáš Bauer         | Ilja Černousov         | Marcus Hellner      |
| Ruka Triple - celkové pořadí                                                  | Ruka Triple - celkové pořadí             | Ruka Triple - celkové pořadí             | Ruka Triple - celkové pořadí             | Alexandr Legkov     | Dario Cologna          | Daniel Rickardsson  |
| Konec Ruka Triple                                                             |                                          |                                          |                                          |                     |                        |                     |
| 5                                                                             | Düsseldorf                               | Sprint V                                 | 4. prosinec                              | Emil Jönsson        | Fulvio Scola           | Øystein Pettersen   |
| 6                                                                             | Davos                                    | 15 km K                                  | 11. prosinec                             | Alexej Poltoranin   | Alexandr Legkov        | Lukáš Bauer         |
| 7                                                                             | Davos                                    | Sprint V                                 | 12. prosinec                             | Emil Jönsson        | Alexej Petuchov        | Dario Cologna       |
| 8                                                                             | La Clusaz                                | 30 km V - hromadný start                 | 18. prosinec                             | Maxim Vylegžanin    | Petter Northug         | Alexandr Legkov     |
| Tour de Ski (31. prosinec 2010 – 9. leden 2011)                               |                                          |                                          |                                          |                     |                        |                     |
| 9                                                                             | Oberhof                                  | 3,75 km V - prolog                       | 31. prosinec                             | Marcus Hellner      | Alexej Petuchov        | Petter Northug      |
| 10                                                                            | Oberhof                                  | 15 km K - hendikepový start              | 1. leden                                 | Dario Cologna       | Devon Kershaw          | Alexandr Legkov     |
| 11                                                                            | Oberstdorf                               | Sprint K                                 | 2. leden                                 | Emil Jönsson        | Devon Kershaw          | Dario Cologna       |
| 12                                                                            | Oberstdorf                               | 20 km skiatlon                           | 3. leden                                 | Matti Heikkinen     | Dario Cologna          | Martin Jakš         |
| 13                                                                            | Toblach                                  | Sprint V                                 | 5. leden                                 | Devon Kershaw       | Dario Cologna          | Petter Northug      |
| 14                                                                            | Toblach                                  | 35 km V - hendikepový start              | 6. leden                                 | Dario Cologna       | Marcus Hellner         | Petter Northug      |
| 15                                                                            | Val di Fiemme                            | 20 km K - hromadný start                 | 8. leden                                 | Petter Northug      | Dario Cologna          | Devon Kershaw       |
| 16                                                                            | Val di Fiemme                            | 9 km V - finále do sjezdovky             | 9. leden                                 | Lukáš Bauer         | Roland Clara           | Curdin Perl         |
| Tour de Ski - celkové pořadí                                                  | Tour de Ski - celkové pořadí             | Tour de Ski - celkové pořadí             | Tour de Ski - celkové pořadí             | Dario Cologna       | Petter Northug         | Lukáš Bauer         |
| Konec Tour de Ski                                                             |                                          |                                          |                                          |                     |                        |                     |
| 17                                                                            | Liberec                                  | Sprint V                                 | 15. leden                                | Ola Vigen Hattestad | Federico Pellegrino    | Dušan Kožíšek       |
| 18                                                                            | Otepää                                   | 15 km K                                  | 22. leden                                | Eldar Rønning       | Daniel Rickardsson     | Maxim Vylegžanin    |
| 19                                                                            | Otepää                                   | Sprint K                                 | 23. leden                                | Eirik Brandsdal     | Ola Vigen Hattestad    | Nikita Krjukov      |
| 20                                                                            | Rybinsk                                  | 20 km skiatlon                           | 4. únor                                  | Ilja Černousov      | Jean-Marc Gaillard     | Maurice Manificat   |
| 21                                                                            | Rybinsk                                  | Sprint V                                 | 5. únor                                  | Alexej Petuchov     | Ola Vigen Hattestad    | Anders Gløersen     |
| 22                                                                            | Drammen                                  | 15 km K                                  | 19. únor                                 | Daniel Rickardsson  | Martin Johnsrud Sundby | Petter Northug      |
| 23                                                                            | Drammen                                  | Sprint V                                 | 20. únor                                 | Emil Jönsson        | Alex Harvey            | Petter Northug      |
| Mistrovství světa v klasickém lyžování 2011 (24. únor 2011 až 6. březen 2011) |                                          |                                          |                                          |                     |                        |                     |
| 24                                                                            | Lahti                                    | 20 km skiatlon                           | 12. březen                               | Dario Cologna       | Maurice Manificat      | Vincent Vittoz      |
| 25                                                                            | Lahti                                    | Sprint K                                 | 13. březen                               | Emil Jönsson        | Eirik Brandsdal        | Pål Golberg         |
| Finále Světového poháru (16. březen 2011 – 20. leden 2011)                    |                                          |                                          |                                          |                     |                        |                     |
| 26                                                                            | Stockholm                                | Sprint K                                 | 16. březen                               | Emil Jönsson        | Petter Northug         | Ola Vigen Hattestad |
| 27                                                                            | Falun                                    | 3,3 km K                                 | 18. březen                               | Ilja Černousov      | Petter Northug         | Maxim Vylegžanin    |
| 28                                                                            | Falun                                    | 20 km skiatlon                           | 19. březen                               | Petter Northug      | Giorgio Di Centa       | Daniel Rickardsson  |
| 29                                                                            | Falun                                    | 15 km V - hendikepový start              | 20. březen                               | Finn Hågen Krogh    | Maurice Manificat      | Lukáš Bauer         |
| Finále Světového poháru - celkové pořadí                                      | Finále Světového poháru - celkové pořadí | Finále Světového poháru - celkové pořadí | Finále Světového poháru - celkové pořadí | Petter Northug      | Finn Hågen Krogh       | Dario Cologna       |

#### Bodovaná umístění českých reprezentantů
| Závodník/závod | 1   | 3   | 4   | RT  | 5   | 6   | 7   | 8   | 9   | 10  | 11  | 12 | 13  | 14  | 15  | 16  | TdS | 17 | 18 | 22  | 24 | 27 | 28  | 29  | FSP |
| Bauer          | 8.  | 23. | 1.  | 9.  | -   | 3.  | -   | 5.  | 9.  | 13. | -   | 5. | -   | 13. | 13. | 1.  | 3.  | -  | -  | 10. | 5. | 9. | 6.  | 3.  | 7.  |
| Jakš           | 16. | 16. | −   | 22. | -   | 17. | -   | 22. | 25. | 24. | 28. | 3. | 7.  | 4.  | 4.  | 16. | 8.  | -  | 6. | -   | -  | -  | 28. | 23. | 26. |
| Magál          | −   | −   | 21. | −   | -   | -   | -   | 18. | -   | -   | -   | -  | -   | -   | -   | -   | -   | -  | -  | -   | -  | -  | -   | -   | -   |
| Koukal         | -   | -   | −   | -   | 15. | -   | -   | -   | -   | -   | -   | -  | 21. | -   | -   | -   | -   | -  | -  | -   | -  | -  | -   | -   | -   |
| Kožíšek        | -   | -   | −   | -   | -   | -   | 14. | -   | -   | -   | -   | -  | 18. | -   | -   | -   | -   | 3. | -  | -   | -  | -  | -   | -   | -   |

#### Skupinové závody
| Závod | Místo konání | Disciplína        | Datum        | 1. místo                                                              | 2. místo                                                                     | 3. místo                                                                         |
| ----- | ------------ | ----------------- | ------------ | --------------------------------------------------------------------- | ---------------------------------------------------------------------------- | -------------------------------------------------------------------------------- |
| 1     | Gällivare    | Štafeta 4 × 10 km | 21. listopad | Švédsko I Mats Larsson Johan Olsson Daniel Rickardsson Marcus Hellner | Rusko I Jevgenij Bělov Maxim Vylegžanin Pjotr Sedov Alexandr Legkov          | Norsko I Eldar Rønning Martin Johnsrud Sundby Chris Andre Jespersen Sjur Røthe   |
| 2     | Düsseldorf   | Sprint dvojic     | 5. prosinec  | Norsko II Ola Vigen Hattestad Anders Gløerse                          | Švédsko I Mats Larsson Emil Jönsson                                          | Itálie II Fabio Pasini David Hofer                                               |
| 3     | La Clusaz    | Štafeta 4 × 10 km | 19. prosinec | Švýcarsko Toni Livers Dario Cologna Remo Fischer Curdin Perl          | Rusko I Jevgenij Bělov Alexandr Legkov Pjotr Sedov Maxim Vylegžanin          | Norsko I Eldar Rønning Martin Johnsrud Sundby Tord Asle Gjerdalen Petter Northug |
| 4     | Liberec      | Sprint dvojic     | 16. leden    | Norsko I Johan Kjølstad Ola Vigen Hattestad                           | Švédsko I Jesper Modin Mats Larsson                                          | Norsko II Eirik Brandsdal John Kristian Dahl                                     |
| 5     | Rybinsk      | Štafeta 4 × 10 km | 6. únor      | Rusko I Jevgenij Bělov Maxim Vylegžanin Pjotr Sedov Alexandr Legkov   | Itálie I Valerio Checchi Giorgio Di Centa Roland Clara Pietro Piller Cottrer | Německo Andy Kuehne Franz Göring Tom Reichelt Tobias Angerer                     |

### Ženy

#### Individuální závody
| Závod                                                                         | Místo konání                             | Disciplína                               | Datum                                    | 1. místo             | 2. místo                     | 3. místo                     |
| ----------------------------------------------------------------------------- | ---------------------------------------- | ---------------------------------------- | ---------------------------------------- | -------------------- | ---------------------------- | ---------------------------- |
| 1                                                                             | Gällivare                                | 10 km V                                  | 20. listopad                             | Marit Bjørgenová     | Charlotte Kallaová           | Arianna Follisová            |
| Ruka Triple (26. listopad 2010 – 28. listopad 2010)                           |                                          |                                          |                                          |                      |                              |                              |
| 2                                                                             | Kuusamo                                  | Sprint K                                 | 26. listopad                             | Marit Bjørgenová     | Petra Majdičová              | Astrid Jacobsenová           |
| 3                                                                             | Kuusamo                                  | 5 km K                                   | 27. listopad                             | Marit Bjørgenová     | Justyna Kowalczyková         | Petra Majdičová              |
| 4                                                                             | Kuusamo                                  | 10 km V – hendikepový start              | 28. listopad                             | Therese Johaugová    | Nicole Fesselová             | Justyna Kowalczyková         |
| Ruka Triple - celkové pořadí                                                  | Ruka Triple - celkové pořadí             | Ruka Triple - celkové pořadí             | Ruka Triple - celkové pořadí             | Marit Bjørgenová     | Justyna Kowalczyková         | Charlotte Kallaová           |
| Konec Ruka Triple                                                             |                                          |                                          |                                          |                      |                              |                              |
| 5                                                                             | Düsseldorf                               | Sprint V                                 | 4. prosinec                              | Arianna Follisová    | Kikkan Randallová            | Vesna Fabjanová              |
| 6                                                                             | Davos                                    | 10 km K                                  | 11. prosinec                             | Marit Bjørgenová     | Justyna Kowalczyková         | Therese Johaugová            |
| 7                                                                             | Davos                                    | Sprint V                                 | 12. prosinec                             | Marit Bjørgenová     | Petra Majdičová              | Magda Genuinová              |
| 8                                                                             | La Clusaz                                | 15 km V - hromadný start                 | 18. prosinec                             | Marit Bjørgenová     | Justyna Kowalczyková         | Kristin Størmer Steiraová    |
| Tour de Ski (31. prosinec 2010 – 9. leden 2011)                               |                                          |                                          |                                          |                      |                              |                              |
| 9                                                                             | Oberhof                                  | 2,5 km V - prolog                        | 31. prosinec                             | Justyna Kowalczyková | Charlotte Kallaová           | Astrid Jacobsenová           |
| 10                                                                            | Oberhof                                  | 10 km K - hendikepový start              | 1. leden                                 | Justyna Kowalczyková | Krista Lähteenmäkiová        | Marianna Longaová            |
| 11                                                                            | Oberstdorf                               | Sprint K                                 | 2. leden                                 | Petra Majdičová      | Justyna Kowalczyková         | Astrid Jacobsenová           |
| 12                                                                            | Oberstdorf                               | 10 km skiatlon                           | 3. leden                                 | Anna Haagová         | Charlotte Kallaová           | Marthe Kristoffersenová      |
| 13                                                                            | Toblach                                  | Sprint V                                 | 5. leden                                 | Petra Majdičová      | Arianna Follisová            | Magda Genuinová              |
| 14                                                                            | Toblach                                  | 16 km V - hendikepový start              | 6. leden                                 | Justyna Kowalczyková | Arianna Follisová            | Marianna Longaová            |
| 15                                                                            | Val di Fiemme                            | 10 km K - hromadný start                 | 8. leden                                 | Justyna Kowalczyková | Therese Johaugová            | Marianna Longaová            |
| 16                                                                            | Val di Fiemme                            | 9 km V - finále do sjezdovky             | 9. leden                                 | Therese Johaugová    | Marte Eldenová               | Marthe Kristoffersenová      |
| Tour de Ski - celkové pořadí                                                  | Tour de Ski - celkové pořadí             | Tour de Ski - celkové pořadí             | Tour de Ski - celkové pořadí             | Justyna Kowalczyková | Therese Johaugová            | Marianna Longaová            |
| Konec Tour de Ski                                                             |                                          |                                          |                                          |                      |                              |                              |
| 17                                                                            | Liberec                                  | Sprint V                                 | 15. leden                                | Kikkan Randallová    | Hanna Falková                | Celine Brun-Lieová           |
| 18                                                                            | Otepää                                   | 10 km K                                  | 22. leden                                | Marit Bjørgenová     | Justyna Kowalczyková         | Therese Johaugová            |
| 19                                                                            | Otepää                                   | Sprint K                                 | 23. leden                                | Petra Majdičová      | Hanna Brodinová              | Maiken Caspersenová Fallaová |
| 20                                                                            | Rybinsk                                  | 10 km skiatlon                           | 4. únor                                  | Justyna Kowalczyková | Marianna Longaová            | Aino-Kaisa Saarinenová       |
| 21                                                                            | Rybinsk                                  | Sprint V                                 | 5. únor                                  | Vesna Fabjanová      | Katja Višnarová              | Justyna Kowalczyková         |
| 22                                                                            | Drammen                                  | 10 km K                                  | 19. únor                                 | Marit Bjørgenová     | Justyna Kowalczyková         | Aino-Kaisa Saarinenová       |
| 23                                                                            | Drammen                                  | Sprint V                                 | 20. únor                                 | Kikkan Randallová    | Maiken Caspersenová Fallaová | Charlotte Kallaová           |
| Mistrovství světa v klasickém lyžování 2011 (24. únor 2011 až 6. březen 2011) |                                          |                                          |                                          |                      |                              |                              |
| 24                                                                            | Lahti                                    | 10 km skiatlon                           | 12. březen                               | Therese Johaugová    | Justyna Kowalczyková         | Arianna Follisová            |
| 25                                                                            | Lahti                                    | Sprint K                                 | 13. březen                               | Marit Bjørgenová     | Astrid Jacobsenová           | Petra Majdičová              |
| Finále Světového poháru (16. březen 2011 – 20. březen 2011)                   |                                          |                                          |                                          |                      |                              |                              |
| 26                                                                            | Stockholm                                | Sprint K                                 | 16. březen                               | Petra Majdičová      | Marit Bjørgenová             | Maiken Caspersenová Fallaová |
| 27                                                                            | Falun                                    | 2,5 km K                                 | 18. březen                               | Marit Bjørgenová     | Justyna Kowalczyková         | Therese Johaugová            |
| 28                                                                            | Falun                                    | 10 km skiatlon                           | 19. březen                               | Marit Bjørgenová     | Justyna Kowalczyková         | Therese Johaugová            |
| 29                                                                            | Falun                                    | 10 km V - hendikepový start              | 20. březen                               | Arianna Follisová    | Astrid Jacobsenová           | Therese Johaugová            |
| Finále Světového poháru - celkové pořadí                                      | Finále Světového poháru - celkové pořadí | Finále Světového poháru - celkové pořadí | Finále Světového poháru - celkové pořadí | Marit Bjørgenová     | Justyna Kowalczyková         | Therese Johaugová            |

#### Bodovaná umístění českých reprezentantek
| Závodnice/závod | 8   | 10  | 11  | 12  | 13 | 14  | 15  | 16  | TdS | 17  | 29  |
| Janečková       | 23. | -   | −   | -   | -  | -   | −   | 25. | 27. | -   | −   |
| Nývltová        | -   | 23. | 18. | 23. | 8. | 13. | 23. | 22. | 19. | 20. | 23. |
| Grohová         | -   | -   | −   | -   | -  | -   | −   | -   | -   | 29. | −   |

#### Týmové závody
| Závod | Místo konání | Disciplína       | Datum        | 1. místo                                                                                  | 2. místo                                                                                       | 3. místo                                                                              |
| ----- | ------------ | ---------------- | ------------ | ----------------------------------------------------------------------------------------- | ---------------------------------------------------------------------------------------------- | ------------------------------------------------------------------------------------- |
| 1     | Gällivare    | Štafeta 4 x 5 km | 21. listopad | Norsko I Vibeke Skofterudová Therese Johaugová Kristin Størmer Steiraová Marit Bjørgenová | Švédsko I Britta Johanssonová Norgrenová Anna Haagová Maria Rydqvistová Charlotte Kallaová     | Itálie I Magda Genuinová Marianna Longaová Silvia Rupilová Arianna Follisová          |
| 2     | Düsseldorf   | Sprint dvojic    | 5. prosinec  | Itálie I Magda Genuinová Arianna Follisová                                                | Norsko I Maiken Caspersenová Fallaová Celine Brun-Lieová                                       | Kanada Daria Gaiazovová Chandra Crawfordová                                           |
| 3     | La Clusaz    | Štafeta 4 x 5 km | 19. prosinec | Norsko I Vibeke Skofterudová Therese Johaugová Kristin Størmer Steiraová Marit Bjørgenová | Itálie I Virginia De Martinová Topraninová Marianna Longaová Silvia Rupilová Arianna Follisová | Švédsko Sara Lindborgová Anna Haagová Maria Rydqvistová Charlotte Kallaová            |
| 4     | Liberec      | Sprint dvojic    | 16. leden    | Norsko I Maiken Caspersenová Fallaová Marit Bjørgenová                                    | Itálie I Magda Genuinová Marianna Longaová                                                     | Norsko II Kari Vikhagen Gjeitnesová Celine Brun-Lieová                                |
| 5     | Rybinsk      | Štafeta 4 x 5 km | 6. únor      | Itálie Magda Genuinová Marianna Longaová Silvia Rupilová Arianna Follisová                | Rusko I Valentina Novikovová Svetlana Nikolajevová Julija Čekaljovová Olga Michajlovová        | Rusko II Anastasia Kasakulová Julia Tichonovová Julia Ivanovová Natalia Korostelevová |